# Zaōnishiki Toshimasa
Toshimasa Adachi (japanisch 安達 敏正, Adachi Toshimasa; * 3. September 1952 in Yamagata, Präfektur Yamagata; † 9. August 2020), bekannt unter seinem Ringnamen Zaōnishiki Toshimasa (蔵玉錦 敏正), war ein japanischer Sumōringer. Er gab sein professionelles Debüt im September 1970 und erreichte im November 1976 erstmals die oberste Spitzenklasse. Sein höchster Rang war maegashira 1. Er ging im Januar 1983 in den Ruhestand und wurde Ältester (Toshiyori) im Japanischen Sumōverband unter mehreren aufeinanderfolgenden Namen. Er erreichte das obligatorische Rentenalter für Älteste von 65 Jahren im September 2017, blieb jedoch weitere zwei Jahre als Berater beim Sumōverband.
Zaōnishiki gab 2014 bekannt, dass er sich einer Behandlung gegen Lungenkrebs unterzogen habe. Er starb am 9. August 2020 im Alter von 67 Jahren an einem multiplen Myelom.